# 이현욱 (바둑 기사)
이현욱(李賢旭, 1980년 2월 25일 ~ )은 대한민국의 바둑 기사이다.

## 약력
서울 출신으로 1995년에 입단했다. 1997년 '97 프로-아마오픈 토너먼트에서 우승했고 제2회 LG배 세계기왕전 본선에 올랐다. 1998년 제3기 테크론배 본선 16강에 진출하여 이상훈을 물리치고 본선 8강에 올랐지만 양재호에게 져서 탈락했다. 1999년 제3회 신예프로10걸전 6위를 차지했으며, 2004년 제1기 전자랜드배 왕중왕전 청룡부 16강과 제4기 오스람코리아배 신예연승최강전 본선에 올랐다. 2009년 7단을 거쳐 2013년 3월에 8단으로 승단하였다. 2018년 한국여자바둑리그 여수 거북선팀 감독을 맡았다.